# Allium anacoleum
Allium anacoleum là một loài thực vật có hoa trong họ Amaryllidaceae. Loài này được Hand.-Mazz. mô tả khoa học đầu tiên năm 1914.